# Stefanos Sarafis
Stefanos Sarafis, gr. Στέφανος Σαράφης (ur. 26 października 1890 Trikala, zm. 31 maja 1957 Ateny) – grecki wojskowy, generał, zwolennik ustroju republikańskiego, w okresie II wojny światowej naczelny dowódca Greckiego Ludowego Wojska Wyzwoleńczego (ELAS), wielokrotnie więziony za przekonania. Od 1951 r., do dnia tragicznej śmierci, poseł do parlamentu Królestwa Grecji, z ramienia demokratycznej lewicy.

## Życiorys
Urodził się w miejscowości Trikala w rodzinie chłopskiej, tam też ukończył gimnazjum w 1907 roku. Następnie rozpoczął studia prawnicze na Uniwersytecie w Atenach, które przerwał, nie mając środków na utrzymanie. W 1909 roku wstąpił na ochotnika do wojska i szybko awansował na podoficera.
W 1912 roku wziął udział w I wojnie bałkańskiej, w trakcie której wyróżnił się odwagą. Wziął również udział w II wojnie bałkańskiej, a po zakończeniu działań bojowych został przyjęty do szkoły wojskowej, otrzymując stopień podporucznika w 1913 r.
Po wybuchu I wojny światowej znalazł się na froncie, walcząc przeciwko wojskom bułgarskim. W 1916 roku wziął udział we frondzie przeciwko królowi Konstantynowi I, opowiadając się po stronie rządu republikańskiego Elefteriosa Wenizelosa. Początkowo dowodził kompanią, następnie został szefem sztabu dywizji, która podporządkowała się rządowi republikańskiemu. Za udział we frondzie został wydalony z wojska. Powrócił do wojska w 1917 roku, w stopniu majora, pełnił funkcje sztabowe i dowódcze. W 1920 roku po powrocie do władzy króla Konstantyna I powtórnie zwolniony z wojska i skazany na zesłanie. Początkowo przebywał w Kalamacie, następnie w Gythio.
W 1922, po przewrocie wojskowym i abdykacji króla Konstantyna I powrócił do wojska, obejmując stanowisko w sztabie 2 Korpusu Armijnego. W latach 1923–1924 przebywał na studiach wojskowych we Francji. W 1924 roku, po zdetronizowaniu króla Jerzego II i proklamowaniu republiki, został wezwany do Grecji i w stopniu podpułkownika objął stanowisko dyrektora dydaktycznego w Akademii Wojskowej w Atenach. Następnie został komendantem tej szkoły. Od roku 1931 był attaché wojskowym w Paryżu. W marcu 1933 roku, odwołany z Paryża, zostaje szefem sztabu Generalnej Inspekcji.
W 1934 roku po kolejnym przewrocie wojskowym, który przywrócił monarchię w Grecji, był jednym z przywódców ośrodka oficerskiego w Atenach, który wspólnie z partią demokratyczną przygotowywał przewrót wyznaczony na dzień 1 marca 1935 roku. Po nieudanym przewrocie został aresztowany i w dniu 31 marca 1935 roku został skazany na karę dożywotniego więzienia i degradacji do stopnia szeregowca. Od kwietnia 1935 roku do 25 listopada 1935 roku przebywał w więzieniu na wyspie Egina, gdy został zwolniony z więzienia po amnestii.
Po zwolnieniu z więzienia wraca do Aten, gdzie bierze udział w konspiracji przeciwko dyktaturze gen. Metaksasa, za co we wrześniu 1937 roku zostaje aresztowany i zesłany na wyspę Milos. Poznał tam, a następnie ożenił Marion Roscoe, która zajmowała się badaniami archeologicznymi na wyspie. Po wybuchu II wojny światowej zwrócił się do ministra wojny z prośbą o wysłanie na front, lecz nie otrzymał na to zgody. Z zesłania wraca po kapitulacji Grecji w 1941 roku.
Po powrocie do Aten zostaje aresztowany przez Włochów pod zarzutem przygotowywania powstania zbrojnego i osadzony w więzieniu Averof. Wkrótce został zwolniony wobec braku dowodów. W lutym 1942 roku zostaje ponownie aresztowany przez Włochów i osadzony na dwa miesiące w areszcie prewencyjnym. Po wyjściu z aresztu, z pomocą wysokich urzędników kolaboracyjnego rządu zaopatrzony w niezbędne fałszywe dokumenty i zezwolenia podróży, udaje się w góry Tesalii, wspomagając organizację oddziału partyzanckiego pułkownika K. Kostopulosa. Tajnym zadaniem, powierzonym Sarafisowi przez ateńskich konspiratorów – polityków i wojskowych – miało być odciągnięcie przedwojennej kadry oficerskiej od współpracy z oddziałami ELAS, ówcześnie uważanymi za komunistyczne. Pozbawiony zawodowych oficerów ruch ELAS miałby zostać już łatwo unicestwiony przez siły okupacyjne.
Z początku misja toczy się poprawnie, a do oddziału Sarafisa przybywa grupa oficerów – dezerterów z ELAS. Jednak w lutym 1943 partyzanci ELAS, zatrzymując jeńców – zakładników i obiecując ich zwolnienie, zaprosili pułkowników Sarafisa i Kostopulosa na negocjacje wyjaśniające. Jeszcze przed ich rozpoczęciem cały oddział został rozbrojony i uwięziony przez przeważające siły ELAS. Wywołało to wielką konsternację wśród partii politycznych, także wśród lewicy i komunistów, gdyż dowódca oddziału zastawiającego pułapkę działał, jak się okazało, z własnej inicjatywy. Podróżując następnie pod eskortą bojowników ELAS Sarafis miał możliwość osobistego przekonania się, jak liczna i sprawnie zorganizowana jest to formacja i jak wielki jest już jej wpływ na grecką prowincję – okoliczność, z której nie zdawano sobie w Atenach sprawy. Niespodziewanie dla wszystkich Sarafis zgłosił wtedy własny akces do Greckiej Ludowej Armii Wyzwoleńczej (ELAS), po czym powrócił do Aten.
2 maja 1943 roku został naczelnym dowódcą ELAS. Co w praktyce oznaczało, że stał się jego dowódcą ds. taktyki wojskowej, do chwili rozwiązania tej formacji, tj. do lutego 1945 roku.
Po powrocie do Grecji rządu emigracyjnego popieranego przez Wielką Brytanię, w Atenach, 3 i 4 grudnia 1944 doszło do krwawo stłumionych, masowych demonstracji lewicy. W następstwie powtarzających się masakr ludności cywilnej przez siły królewskie, doszło wtedy do 35-dniowych walk, na skalę operacyjną, pomiędzy wojskami brytyjskimi, protegowanymi przez nie greckimi wojskami królewskimi i wspierającymi je greckimi, byłymi oddziałami hitlerowskimi (tzw. Bataliony Bezpieczeństwa), a częścią sił ELAS. W wielu wypadkach, Generalny Sztab Partyzantów, kierowany przez Sarafisa, pozbawiony był rzeczywistego wpływu dowódczego na oddziały, podejmujące działania bojowe. Tak było m.in. w Atenach, w grudniu-styczniu 1944. Ostatecznie, w dniu 12 lutego 1945, Sarafis uczestniczył jednak, jako dowódca naczelny ELAS, w podpisaniu porozumienia w Warkizie, pomiędzy rządem przedstawicielami EAM i ELAS, z mocy którego została rozwiązana Grecka Ludowa Armia Wyzwoleńcza (ELAS). Po rozwiązaniu ELAS gen. Sarafis pozostawał bez przydziału, choć zachowano mu stopień generała, a w październiku 1946 roku przyjęto jego dymisję. Został wtedy zesłany na wyspę Ikarię na roczne zesłanie. Wobec wybuchu w Grecji wojny domowej, pobyt na zesłaniu przedłużono, a w dniu 22 stycznia 1948 przeniesiono go do obozu koncentracyjnego dla więźniów politycznych na wyspie Makronisos. Po jego rozwiązaniu został zesłany na wyspę Agios Efstratios.
We wrześniu 1951 roku gen. Sarafis został umieszczony na liście lewicowej Partii Demokratycznej Koalicji (EDA) i zdobył mandat deputowanego. Po decyzji Sądu Najwyższego został wtedy zwolniony i powrócił do Aten, gdzie podjął działalność w Partii Demokratycznej. Napisał także wtedy książkę ELAS opisującą działalność tej organizacji partyzanckiej, w czasie II wojny światowej. Wtedy zamieszkała z nim żona, która przez całą wojnę przebywała w Anglii. W lutym 1956 roku Sarafis został ponownie wybrany deputowanym lewicy.
W dniu 31 maja 1957 roku zginął w wypadku samochodowym na przedmieściu Aten, po staranowaniu ich samochodu przez wojskową ciężarówkę, kierowaną przez podoficera US Air Force. Żona generała Sarafisa została w tym wypadku ciężko ranna.